# Stazione di Terni Cospea
Stazione di Terni Cospea vasútállomás Olaszországban, Umbria régióban, Terni településen.

## Vasútvonalak
Az állomást az alábbi vasútvonalak érintik:
- Terni–Sulmona-vasútvonal

## Kapcsolódó állomások
A vasútállomáshoz az alábbi állomások vannak a legközelebb: 
- Stazione di Terni
- Posto di Movimento Stroncone